# 貝沃峰
46°31′20″N 9°45′34″E / 46.52236°N 9.75935°E

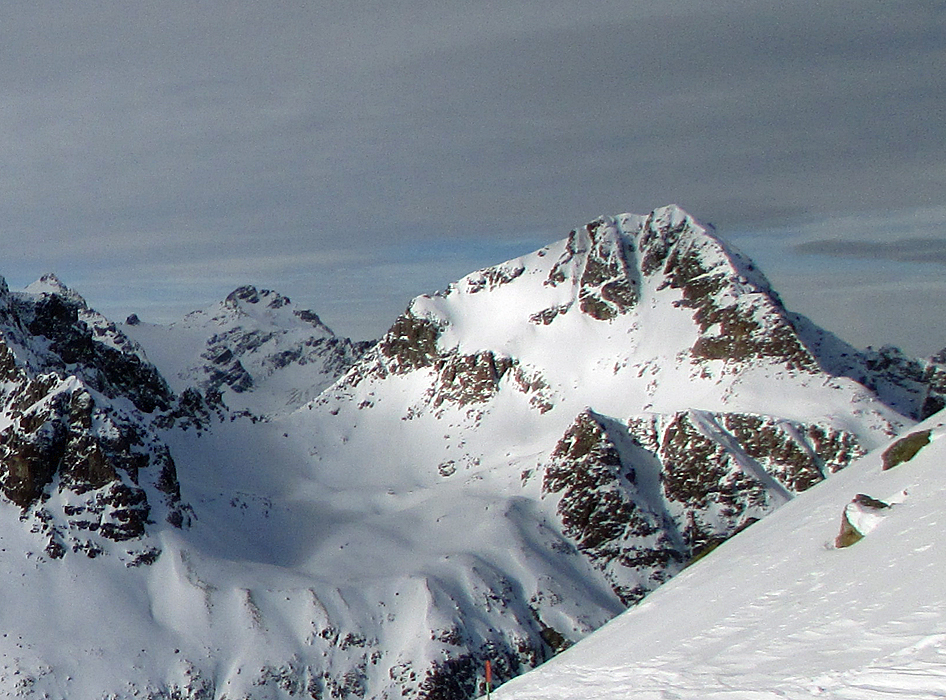

貝沃峰（Piz Bever），是瑞士的山峰，位於該國東部，由格勞賓登州負責管轄，屬於阿爾布拉山脈的一部分，距離伯爾尼180公里，海拔高度3,230米，每年平均降雨量1,693毫米。